# 穴吹コミュニティ
株式会社穴吹コミュニティ（あなぶきコミュニティ、Anabuki Community Inc.）はオリックスグループで、香川県高松市に本社を置くマンション管理会社である。
2024年3月末現在のマンション管理数は2,060組合、管理戸数は113,162戸。

## 沿革
- 1990年（平成2年） - 株式会社穴吹コミュニティ四国設立
- 1993年（平成5年） - 株式会社穴吹コミュニティに商号変更
- 2001年（平成13年） - 支社制を導入
- 2002年（平成14年） - ISO（国際品質保証規格）9001の認証を取得
- 2003年（平成15年） - 営業本部、管理本部の2本部制を導入
- 2009年（平成21年） - 株式会社穴吹不動産センター（初代）・株式会社穴吹ライフサービスを吸収合併
- 2011年（平成23年） - 不動産事業本部を会社分割で株式会社穴吹住宅販売へ承継。株式会社穴吹住宅販売は株式会社穴吹不動産センター（2代）に商号変更
- 2013年（平成25年） - 大京が穴吹工務店グループの全株式を取得し大京100%子会社となる
- 2015年（平成27年） - 株式会社グランドアメニティを吸収合併